# Prvoslav Vujčić
Prvoslav Vujčić (în sârbă Првослав Вујчић; n. 20 iulie 1960, Požarevac, RSF Iugoslavia) este un scriitor sârb.
În scrierile sale a evocat ținuturile natale, frământările istorice ale acelei epoci, uneori prin intermediul viziunii romantice.

## Opera
- Razmišljanja jednog leša (Thoughts of a Corpse), 2004
- Beograde, dobro je, bi' iz Toronta tebi (Belgrade, It's All Good, From Toronto to You), 2004
- Kastriranje vetra (Castration of the Wind), 2005
- Deveto koleno sve/mira (Ninth Step of the Universe), 2005
- Hvatanje pljuvačke, 2012[1]